# 5166 Olson
5166 Olson eller 1985 FU1 är en asteroid i huvudbältet som upptäcktes den 22 mars 1985 av den amerikanske astronomen Edward L.G. Bowell vid Anderson Mesa Station. Den är uppkallad efter amerikanen Irvin Edward Olson.
Asteroiden har en diameter på ungefär 11 kilometer.